# Vanikoro
Vanikoro est un groupe d'îles du sud de l'archipel des îles Santa Cruz, la partie la plus orientale des îles Salomon, en mer de Corail.

## Géographie

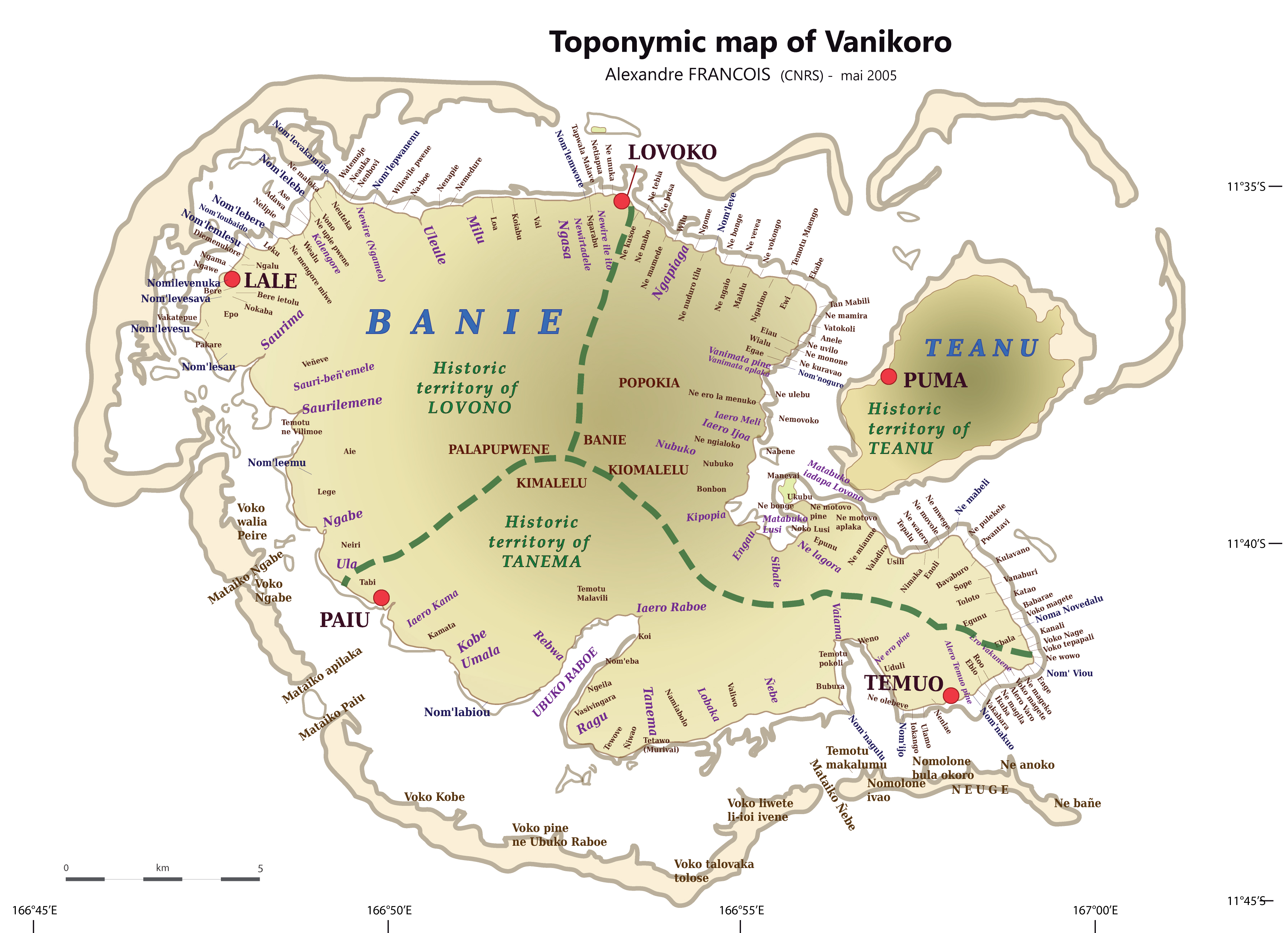
Topographie traditionnelle de Vanikoro (A. François, 2005)

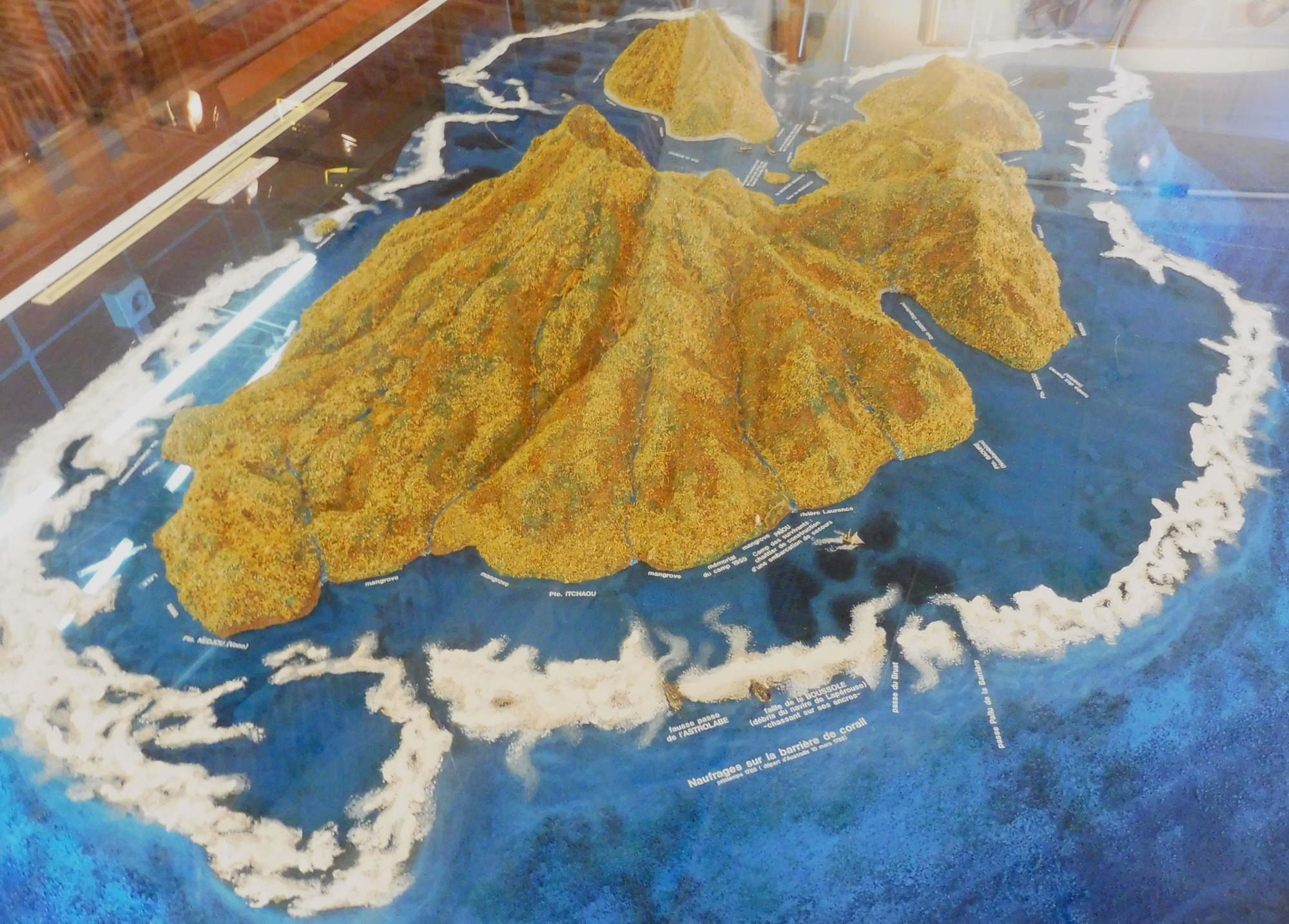
Maquette au musée Lapérouse d'Albi

Vanikoro fait partie du petit archipel connu traditionnellement sous le nom de Santa Cruz, aujourd'hui souvent nommé « Temotu », d'après le nom officiel de la province la plus orientale de la République des îles Salomon. Vanikoro se trouve très éloignée de la principale chaîne d'îles des Salomon, et beaucoup plus proche géographiquement des îles nord du Vanuatu.
Elle est composée de deux îles principales :
- Banie, l'île principale, d'une superficie de plus de 193 km2 ; le point culminant, le mont Banie, est un ancien volcan.
- Teanu ou Tevai, sa petite voisine ;

et de deux petits îlots :
- Nanunga, et
- la presqu'île de Manevai.

Les deux îles sont entourées de récifs coralliens, un premier d'environ 2 km de large puis un second contre les plages et, entre les deux, un lagon dans lequel six passes sont utilisables par les petits navires.
La plus élevée des montagnes, Kopago, de près de 1 000 mètres d'altitude, est couverte d'épaisses forêts ; plusieurs ruisseaux fournissent de l'eau en abondance.
La présence de buttes tabulaires de sols anciens avec de nombreuses fougères arborescentes, à un mètre environ au-dessus du sol actuel, montre clairement l'enfoncement de l'île par subsidence.

### Risques naturels
Une mission de trois jours (15-17 mai 2012) de l'IRD (Institut de recherche pour le développement-France) a essayé d'évaluer le risque d’inondations côtières en lien avec le réchauffement climatique et le mouvement des îles, en s'appuyant sur d’anciennes mesures mises en place pendant les expéditions récentes de l'association Salomon sur les traces des naufragés de Lapérouse. L'IRD tente de définir le rôle respectif joué par les différents facteurs que sont l’érosion, les événements extrêmes (tsunamis, cyclones, tremblements de terre), l’oscillation australe (El Niño/La Niña), les mouvements verticaux de l’île ou encore la montée des eaux liée aux réchauffement global, dans le recul actuel de la côte. La présence de vestiges métalliques lourds datant de la Kaori Timber Company, autrefois bien dans les terres (dans les années 1960) et actuellement dans l’eau, témoigne de ce net recul.
Deux marqueurs géodésiques avaient été mis en place en 2003 au village du Païou, l'un sur le littoral et l'autre dans les jardins intérieurs. Des récepteurs GPS ont été installés pour mesurer précisément leur position qui sera calculée de retour au laboratoire, puis comparée à la position de 2008. Le marqueur du littoral est juste à la limite de l'érosion côtière et a donc servi pour la dernière fois. Un nouveau site GPS a été installé dans le bush, sur un gros bloc de basalte, pour une stabilité optimale. Un lever GPS du trait de côte a été réalisé.
En parallèle, au village de Temuo, une enquête a eu lieu auprès de la population locale pour récolter toutes les informations possibles sur les mouvements relatifs entre la terre et la mer tels qu’ils sont perçus par les habitants mais également sur les histoires coutumières ou les peuplements anciens, ou sur l'évolution de la position de l’habitat par rapport à la côte. Deux présentations ont été organisées à l’école (une pour les petits et une pour les grands) pour expliquer la tectonique des plaques, l’origine des séismes et des tsunamis.

## Flore et faune

### Entomologie

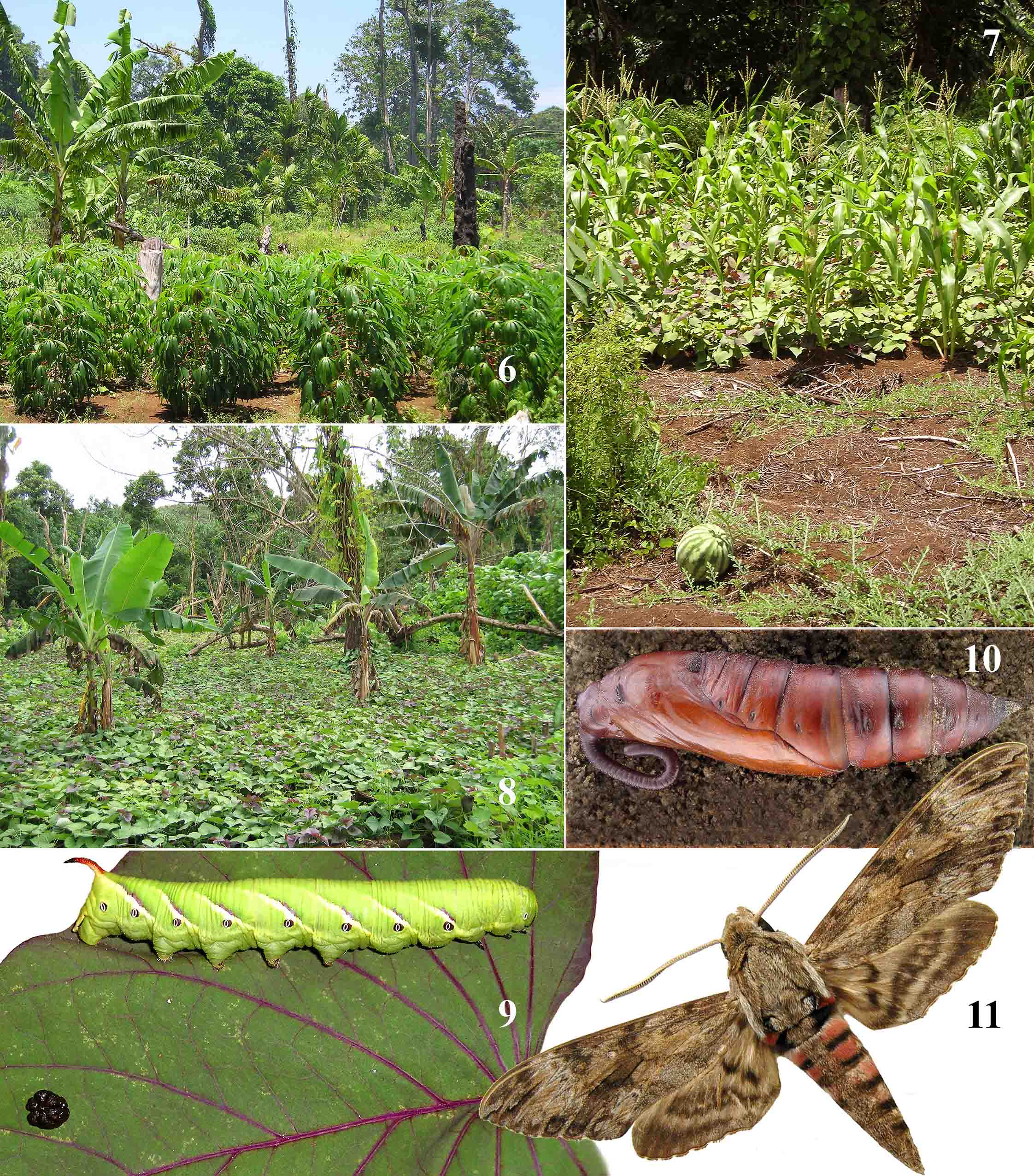
Mosaïque d’espèces cultivées et chenille du papillon Sphinx sur feuille de patate douce.

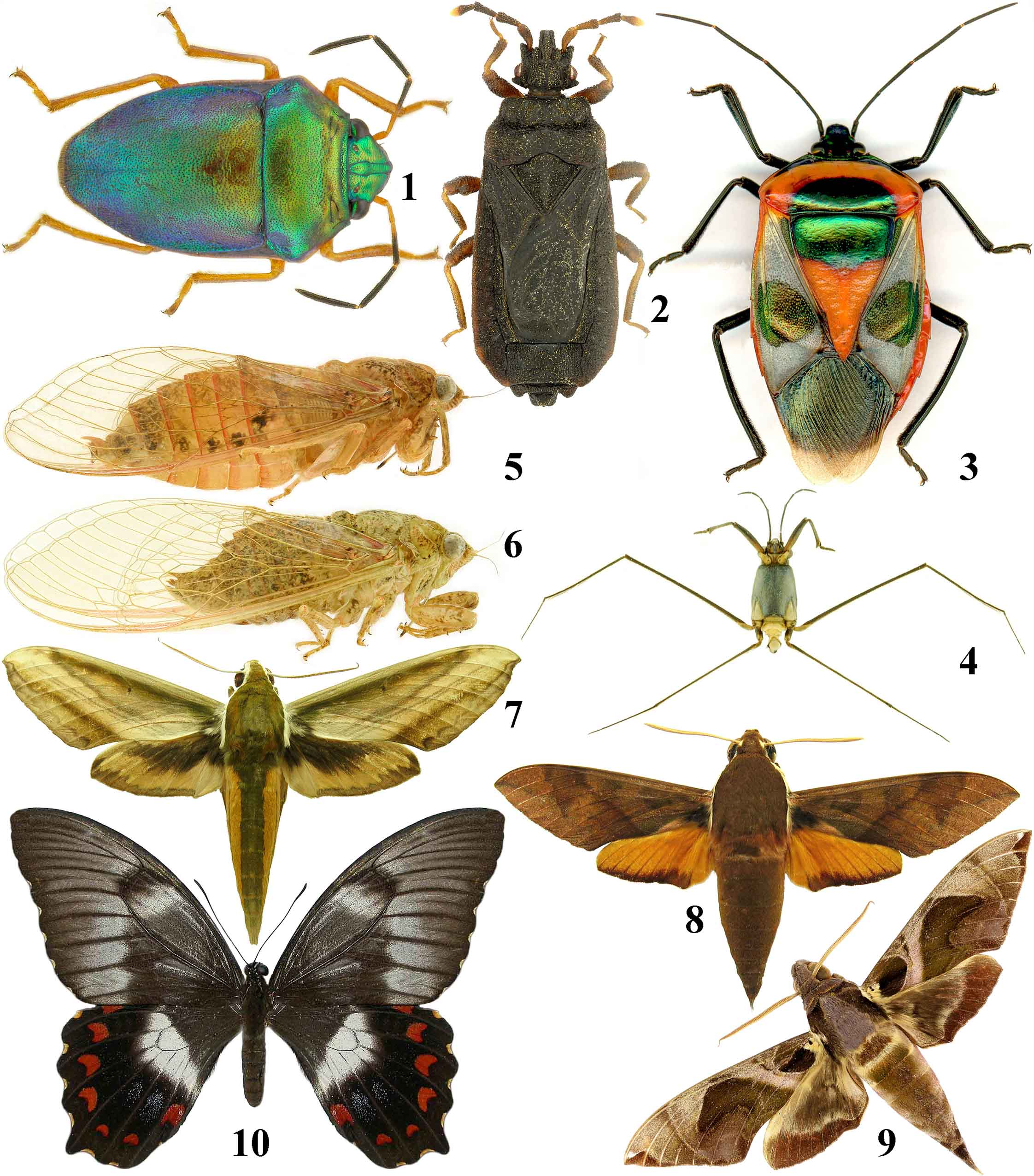
Quelques espèces d'Insectes de Vanikoro

Un entomologiste du CIRAD a participé à deux campagnes organisées par Alain Conan, celle de 2003 et celle de 2005. L'objectif qu'il s'était fixé en réponse à la demande d'Yves Bourgeois, réalisateur des films de Thalassa consacrés à ces expéditions, était, en contribuant à l'inventaire de la biodiversité des insectes de l'île, de faire revivre sur le terrain « le souffle, l'esprit et la manière de travailler des naturalistes de l'expédition Lapérouse, » qui avaient acheté en 1785 pour cette expédition plaques de liège et épingles à insectes.
Ses observations en ce qui concerne les dégâts négligeables provoqués par les insectes dans les jardins vivriers de la côte sont encourageantes : « La proximité de la forêt, l'absence de monoculture intensive, l'évidente préservation de l'équilibre naturel, font que les ravageurs potentiels sont naturellement contrôlés par leurs ennemis naturels : insectes prédateurs et parasitoïdes, nématodes, champignons, bactéries, virus etc. »
Le recensement est en cours de réalisation et permet d'en tirer quelques conclusions d'ordre biogéographique dans un ensemble régional qui va de l'Océan Indien à l'Océan Pacifique, car les insectes de l'île ont tous été importés, « par les courants marins sur des radeaux flottants de troncs ou de débris végétaux, par les vents ou les cyclones, ou plus récemment par les hommes. » La faune de Vanikoro fait partie de la région australienne mais comprend aussi des éléments présents dans la région orientale.
L'entomofaune de Vanikoro est de caractère typiquement insulaire, relativement pauvre en espèces et déséquilibrée dans sa composition (certains groupes sont absents ou représentés par peu d'espèces), avec quelques espèces endémiques, ceci à cause des faibles dimensions de l'île, de son éloignement de terres richement peuplées et de son âge récent (environ 5 millions d'années).
On observe à Vanikoro divers niveaux d'endémisme :
- des espèces propres aux îles Salomon : coléoptères et phasme ;
- des papillons de jour des îles Santa Cruz (archipel auquel appartient Vanikoro) : Lycaenidae, Euploea et Nymphalidae ;
- enfin, des espèces strictement endémiques de Vanikoro : la Cigale de Lapérouse (découverte par HP Aberlenc en 2003) : Baeturia laperousei Boulard, 2005 et plusieurs espèces de coléoptères (Histeridae, Staphylinidae Pselaphinae, Passalidae, Cerambycidae ou Longicornes, Curculionidae).

Comme le souligne Henri-Pierre Aberlenc, « cet endémisme implique une stratégie de défense de la biodiversité : il est important de préserver des zones en bon état dans le plus grand nombre possible d'îles. »
Trois nouvelles espèces de coléoptères Histeridae dont une endémique et nouvelle pour la science (Tribalus folliardi Gomy & Aberlenc, 2006, dédiée à Jean-Pierre Folliard, un des membres de l'expédition) ont été trouvées et étudiées au retour de la dernière expédition.
La cymbalisation (qui est improprement appelée le "chant") de la cigale de Lapérouse a été enregistrée en 2005 à la demande d'Henri-Pierre Aberlenc par le preneur de son de l'équipe de cinéma d'Yves Bourgeois, Michel Faure et étudiée par Michel Boulard du Muséum national d'histoire naturelle. Il a pu les comparer avec ses enregistrements de la cigale d'Uvea, la plus grande des îles Wallis en 1996. Il a établi les Cartes d'Identité Acoustique de ces deux espèces, morphologiquement très voisines mais produisant des cymbalisations sensiblement différentes comme le prouve l'analyse des sonogrammes. Le comportement acoustique a ainsi confirmé la distinction entre les deux espèces, qui n'avaient dans un premier temps été séparées que sur la base de caractères morphologiques.

### Les oiseaux de Vanikoro

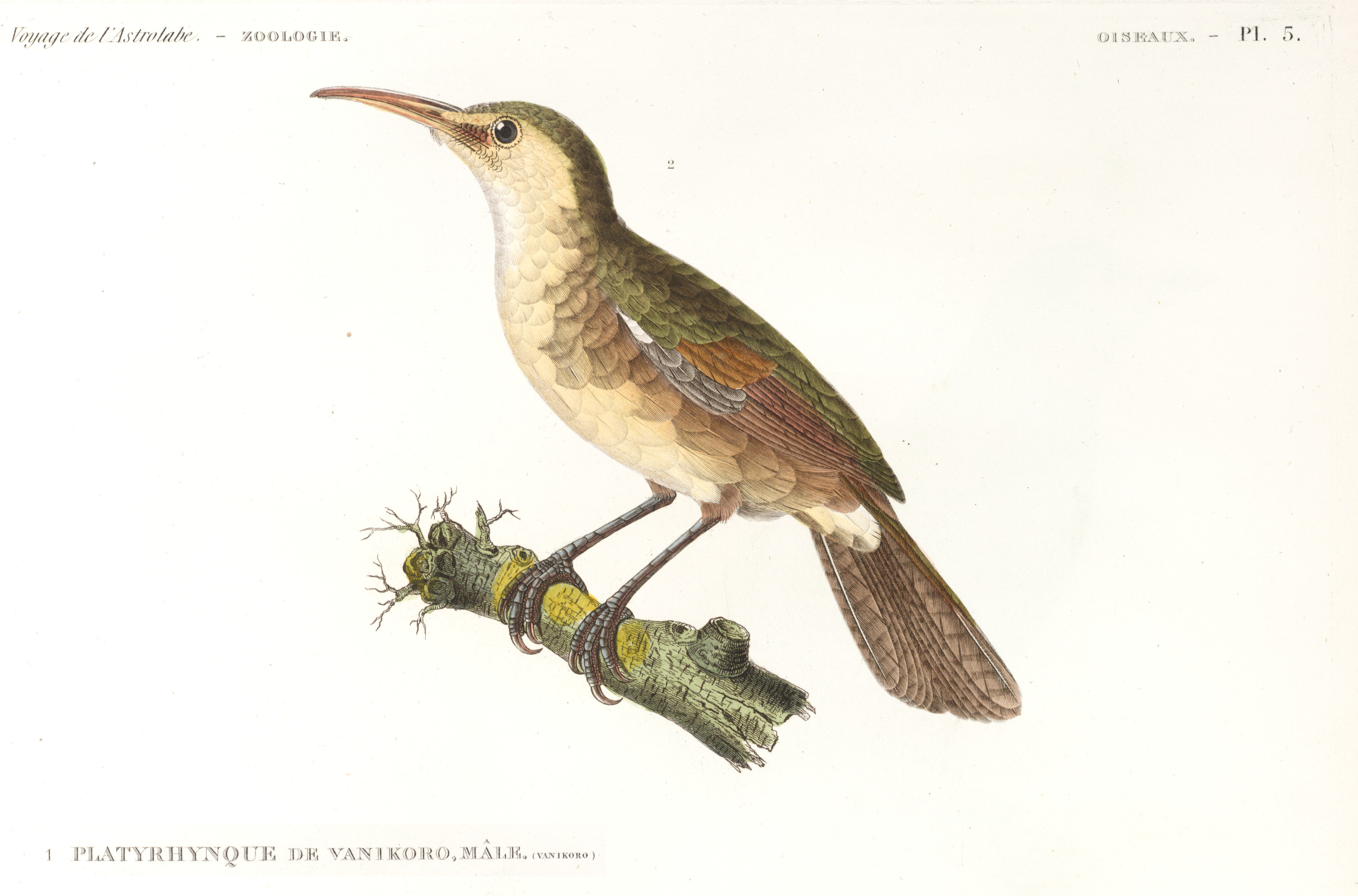
Platyrhynque de Vanikoro, 1833.

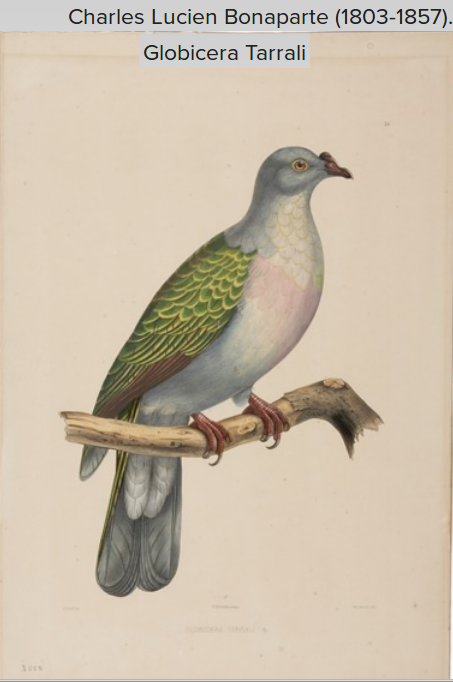
Globicera tarrali de Vanikoro.

D'après les observations de Dumont d'Urville, l'île de Vanikoro a peu d'oiseaux : trois espèces de colombes – océanique, turvert (Chalcophaps indica) et une variété de la Kurukuru (Columba purpurata) qui se distingue par la vivacité de ses couleurs et le violet de son ventre) – un merle qui tient des fourmiliers, et la poule sultane à tête noire. Ont également été observés le souïmanga rouge et gris, un martin-chasseur, l'hirondelle, le platyrhynque (πλατυ-ρρυγχος « au bec large ») de Vanikoro, le moucherolle à queue en éventail et le grimpereau rouge et noir (ces deux derniers sont également aux îles Mariannes). Le Muséum national d'histoire naturelle possède un Ptilopus greyi décrit par Charles-Lucien Bonaparte en 1857 « rapporté depuis 1829
de l’île de Vanikoro au Muséum par L’Astrolabe ».
Le monarque de Vanikoro est une espèce endémique qui s'est bien adaptée aux perturbations apportées par l'homme à son habitat forestier.

## Population

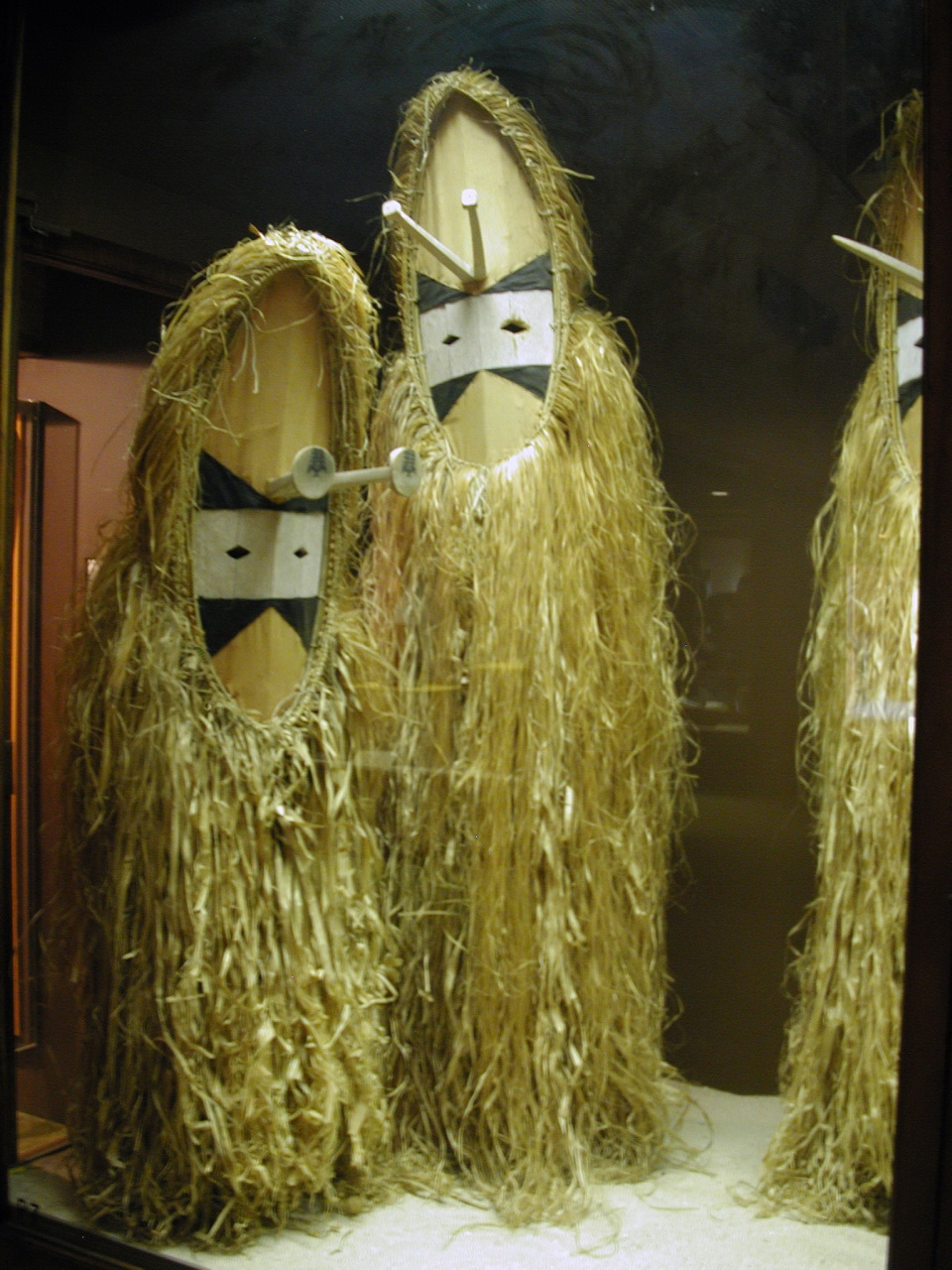
Masques et costumes de danse Tamate de Vanikoro

La population de Vanikoro est de 1 293 habitants. Elle est composée en majorité de Mélanésiens (environ 800), premiers habitants de l'île, et d'une petite population de colons polynésiens (environ 500), arrivés de l'île voisine de Tikopia au cours des derniers siècles. Les Mélanésiens vivent en bonne entente dans six villages côtiers, depuis leur christianisation par des missionnaires à la fin du XIXe siècle. Auparavant, trois chefferies se partageaient jalousement le territoire, les Teanu au nord-est (village Puma), les Lovono au nord-ouest et les Tanema au sud – là où se sont installés les Polynésiens. Chacune de ces trois tribus avait sa propre langue. Ils communiquent par mer.

### Observations par les visiteurs français duXIXesiècle
Hommes et femmes portent une ceinture en fibres d'hibiscus ou en rotin fendu en minces lanières. Les hommes adultes portent une coiffure en étoffe tirée du figuier ou de l'arbre à pain qui emmaillote complètement la tête pour la protéger des moustiques. Les bijoux (bracelets et colliers) sont en coquillages ; ils sont portés aux bras, aux poignets, aux chevilles et à la ceinture. Hommes et femmes portent aux oreilles des pendants en os, en coquillages ou en écailles de tortues, et un bâtonnet en travers de la cloison nasale. Les fards utilisés sont noirs et bruns. Les tatouages, pratiqués par piqûres, se portent dans le dos et se composent de figures de poissons, de lézards et de triangles.
Les pirogues sont monoxyles à un balancier avec une voile triangulaire très haute.
Les cases sont adaptées aux pluies diluviennes avec des toitures en pente très raide qui s'appuient sur trois rangées de pieux ; toits et parois sont en feuilles tressées de cocotier. Un foyer carré est placé au centre de chaque habitation avec un four creusé dans la terre et chauffé par des cailloux. Dans chaque village se trouve au moins une maison commune avec estrade servant de lit ; c'est là qu'ont lieu les danses et la confection des flèches ou des ornements. Objets importants et armes y sont entreposés.
Est tapu tout ce qu'il est défendu de vendre, comme le poisson (réservé aux chefs ?) ou le cochon.
La nourriture est très variée, à base de fruits, racines et coquillages.

## Langues
Tandis que les Polynésiens établis à Vanikoro parlent une langue polynésienne (le tikopien ou tikopia), les langues mélanésiennes de Vanikoro sont au nombre de trois – toutes trois océaniennes,.
Le teanu est parlé par environ 800 locuteurs. Les deux autres langues ancestrales de Vanikoro, le lovono et le tanema, sont en voie d'extinction — elles ne sont connues respectivement que par quatre et une personnes disséminées sur l'île. Ces deux anciennes communautés ont désormais adopté le teanu comme langue principale, depuis la pacification de l'île par les missionnaires anglicans et les intermariages qui ont suivi tout au long du XXe siècle.
Par rapport aux autres langues océaniennes parlées dans les îles Salomon ou Vanuatu, ces trois langues présentent de nombreuses originalités, notamment dans leur lexique. On retrouve bien la racine océanienne pour certains mots (comme oiseau, œil, esprit, oreilles, maison, froid, grand, nangaille, s'allonger…) mais la grande majorité du vocabulaire a été beaucoup modifié depuis l'ancêtre proto-océanien.
Les trois langues de Vanikoro présentent entre elles de nombreux caractères communs, par exemple les mêmes phonèmes : cinq voyelles courtes (i, e, a, o, u) et dix-neuf consonnes ; et surtout, un isomorphisme parfait de leurs structures sémantiques (lexicales ou grammaticales). En somme, même si les trois langues ont le même ancêtre, avec le temps elles ont fini par devenir aussi différentes que le français, le portugais et le sicilien ; et tout cela, sur un minuscule territoire.

## Histoire

### Histoire ancienne
L'île de Vanikoro a été peuplée par des populations austronésiennes il y a au moins 2000 ans ; de cette première migration descend la population dite mélanésienne (non-polynésienne), locutrice des trois langues non-polynésiennes de l'île (teanu, lovono, tanema).
Plus récemment, sans doute à partir du XVIIe siècle[réf. nécessaire], le sud de l'île de Vanikoro a été visité par des populations polynésiennes en provenance de Tikopia. Les deux populations cohabitent dans l'île jusqu'à nos jours.
En 1606, le navigateur portugais Quiros, sous les ordres d'Álvaro de Mendaña, décrit l'archipel de Santa-Cruz et la grande terre qu'il appelle Manicolo, un an après le naufrage de la Santa Isabel. En 1791, l'officier anglais Edward Edwards sur le HMS Pandora passe à proximité et baptise l'île Pitt.

### Le naufrage de La Pérouse

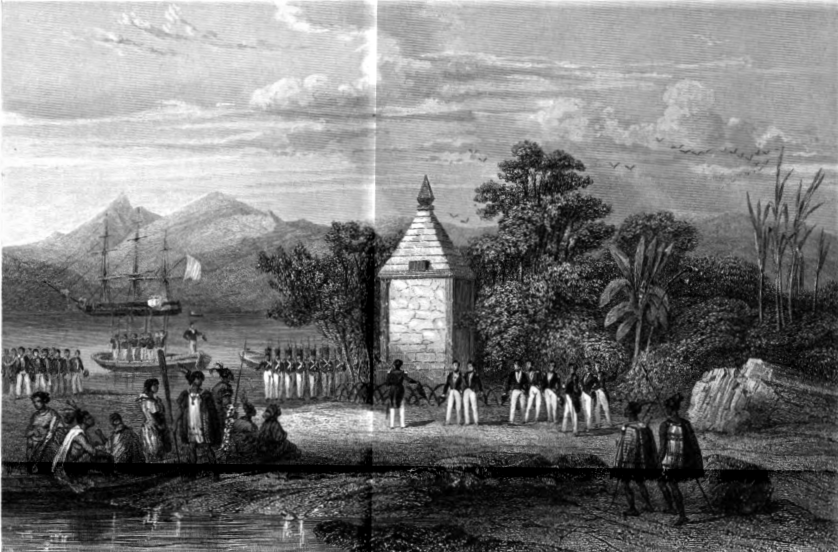
Inauguration du Monument élevé à Lapérouse à Vanikoro.

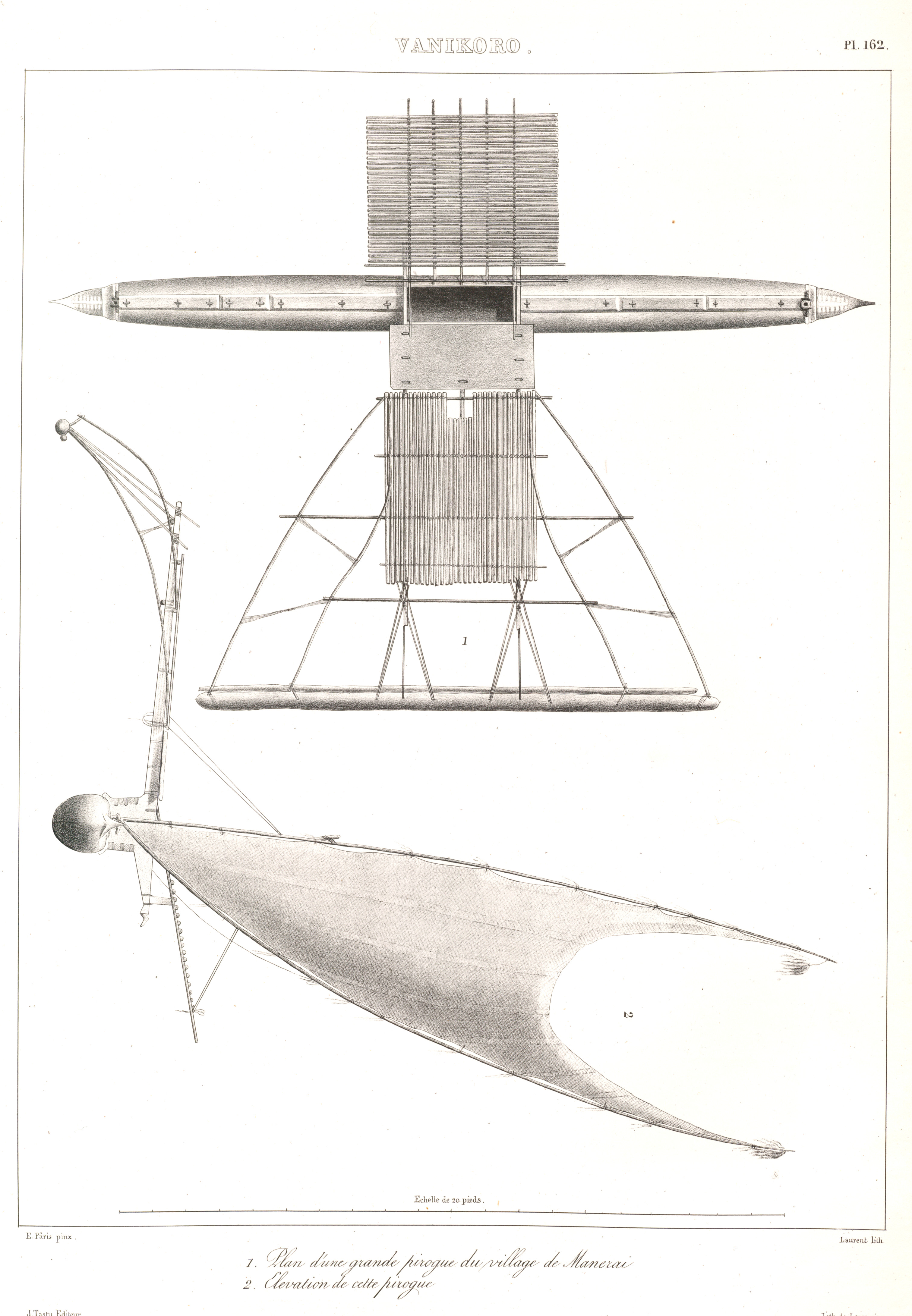
Plan et élévation d'une grande pirogue du village de Manerai, François-Edmond Pâris, expédition d'Urville

C'est à Vanikoro que les navires de l'expédition de La Pérouse firent naufrage en 1788.
Le navigateur irlandais Peter Dillon a raconté comment, présent sur l'île voisine de Tikopia en 1826, il acheta un jour la garde d'une épée que les habitants conservaient précieusement. Ces derniers lui racontèrent les conditions de naufrage de deux bateaux quelques années plus tôt sur une île voisine, Vanikoro ; Dillon fit le rapprochement avec les bateaux de l'expédition Lapérouse, dont tous les navigateurs de la région cherchaient la trace depuis une quarantaine d'années.
Dillon ramena la garde de l'épée attribuée à Lapérouse au royaume de France. Revenu ensuite à Tikopia, il embarque quelques habitants et un Blanc nommé Martin Burshart jusqu'à Vanikoro, où il retrouve traces et témoignages du naufrage en 1827. Il racontera ses découvertes peu après dans un ouvrage.
Pendant la même période, de 1826 à 1829, le capitaine Dumont d'Urville mène son premier voyage dans l'océan austral qu'il termine, après avoir appris la découverte de Dillon, en faisant un détour par Vanikoro. Il récupère du mobilier de la Boussole et en fait élever sur place un monument à la mémoire de Lapérouse et de ses compagnons. François-Edmond Pâris continue son enquête d'ethnographie nautique en dessinant le plan d'une pirogue du village de Manerai : les projections permettent de représenter à plat les objets en trois dimensions, et il applique la même échelle qu'aux autres pirogues. Deux peintres officiels de l'expédition, Ernest Goupil puis Louis Le Breton, ont réalisé plusieurs tableaux de paysages côtiers.
En 2005, les épaves de la Boussole et de l'Astrolabe, les deux navires de La Pérouse sont formellement identifiées par l'association Salomon, au sud de l'île de Banie, ainsi que les traces d'un campement à terre occupé durant plusieurs années.
Le 6 mai 2005, l'ethnolinguiste Alexandre François recueille et enregistre un témoignage oral en langue teanu : La légende de Lapérouse, Version du Chef Willy Usao qui corrobore ces découvertes.

## Galerie Dumont d'Urville

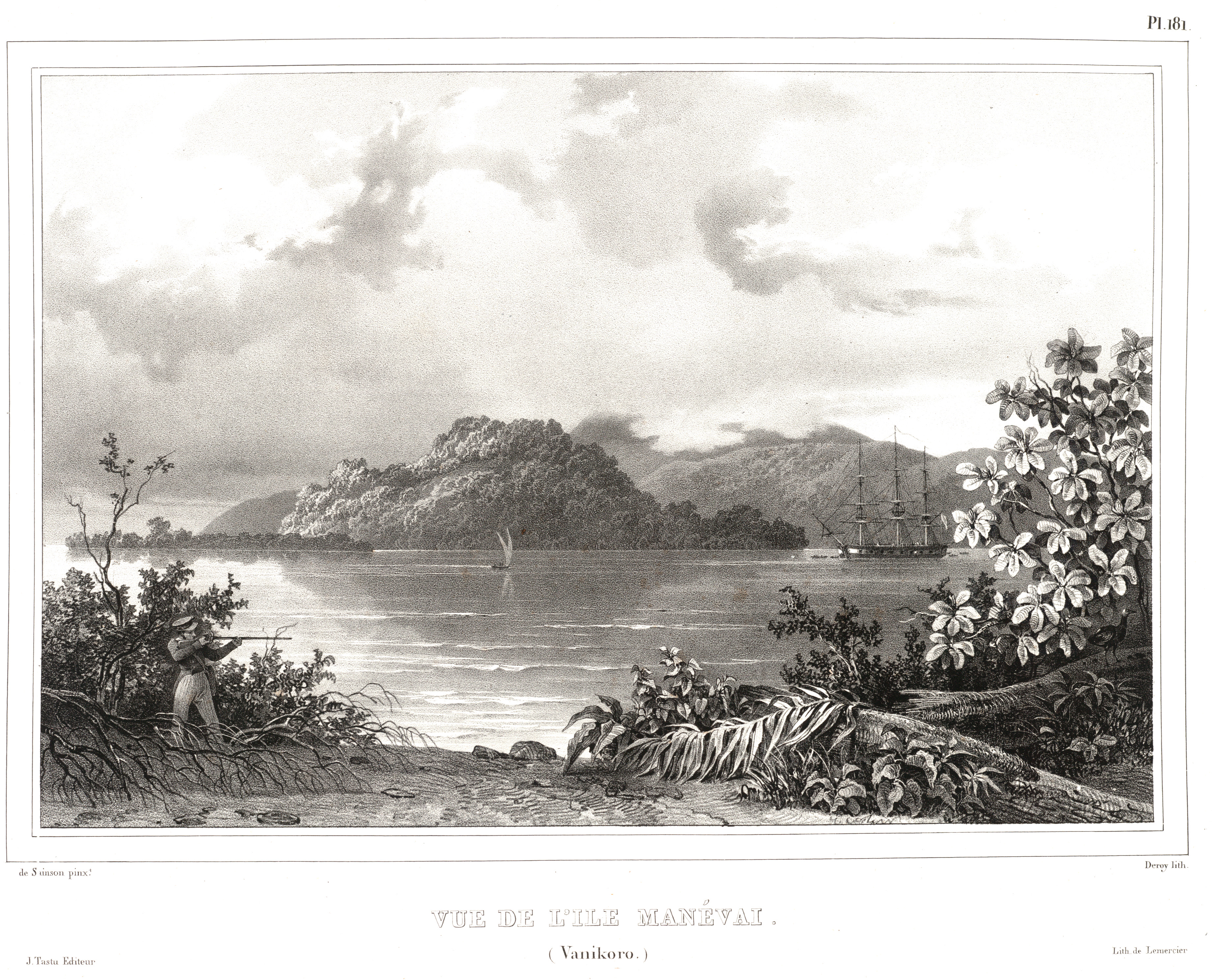
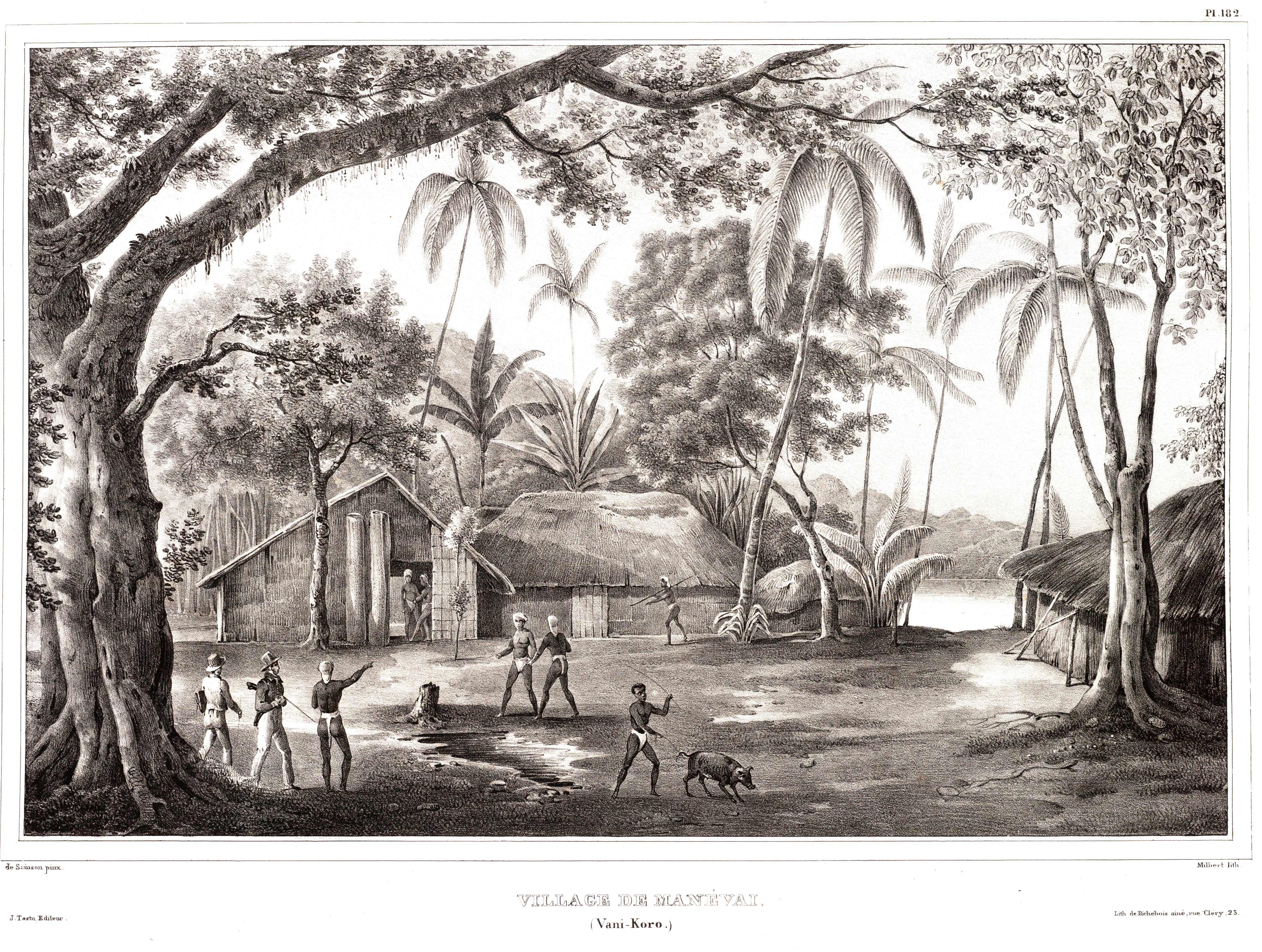
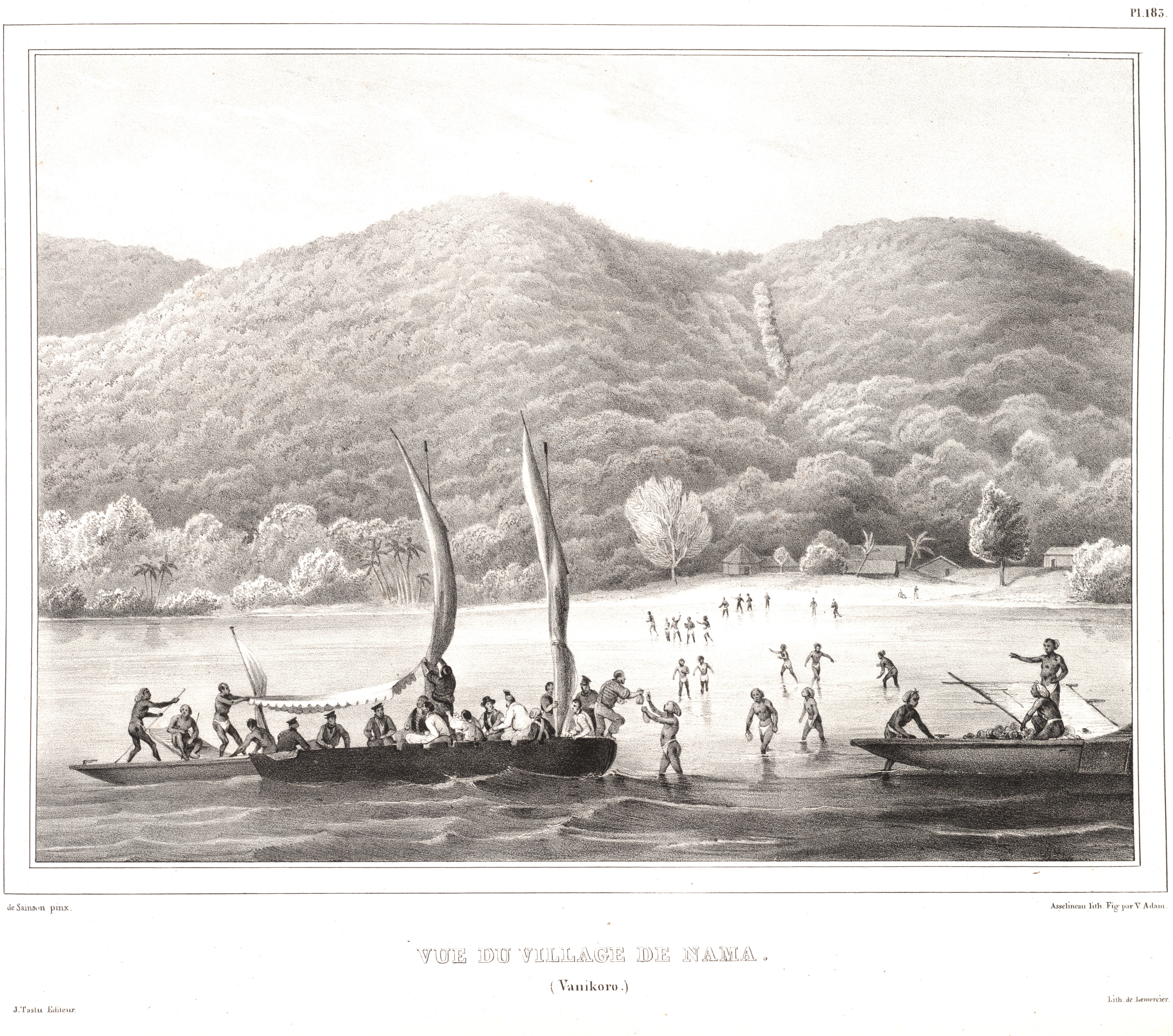
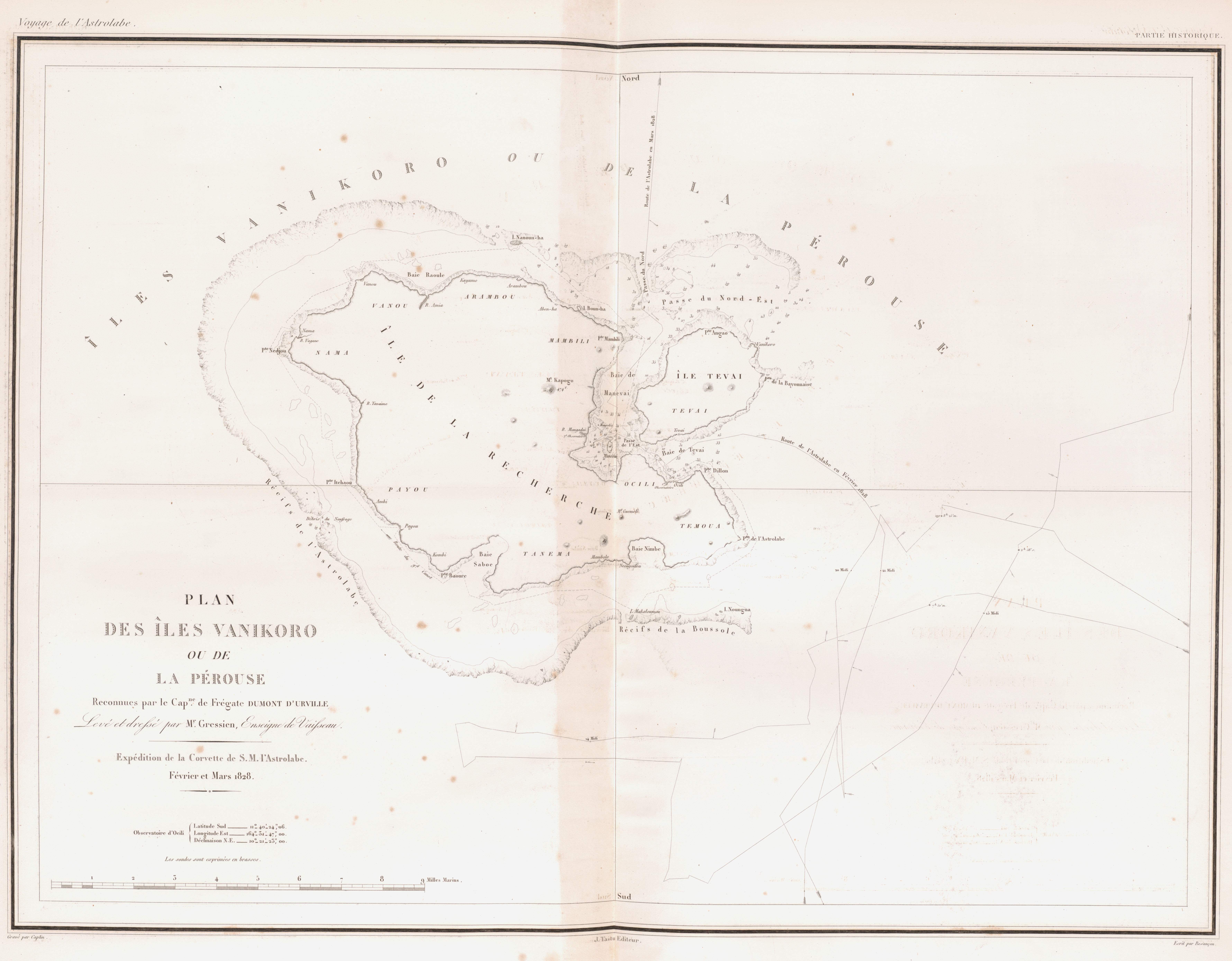
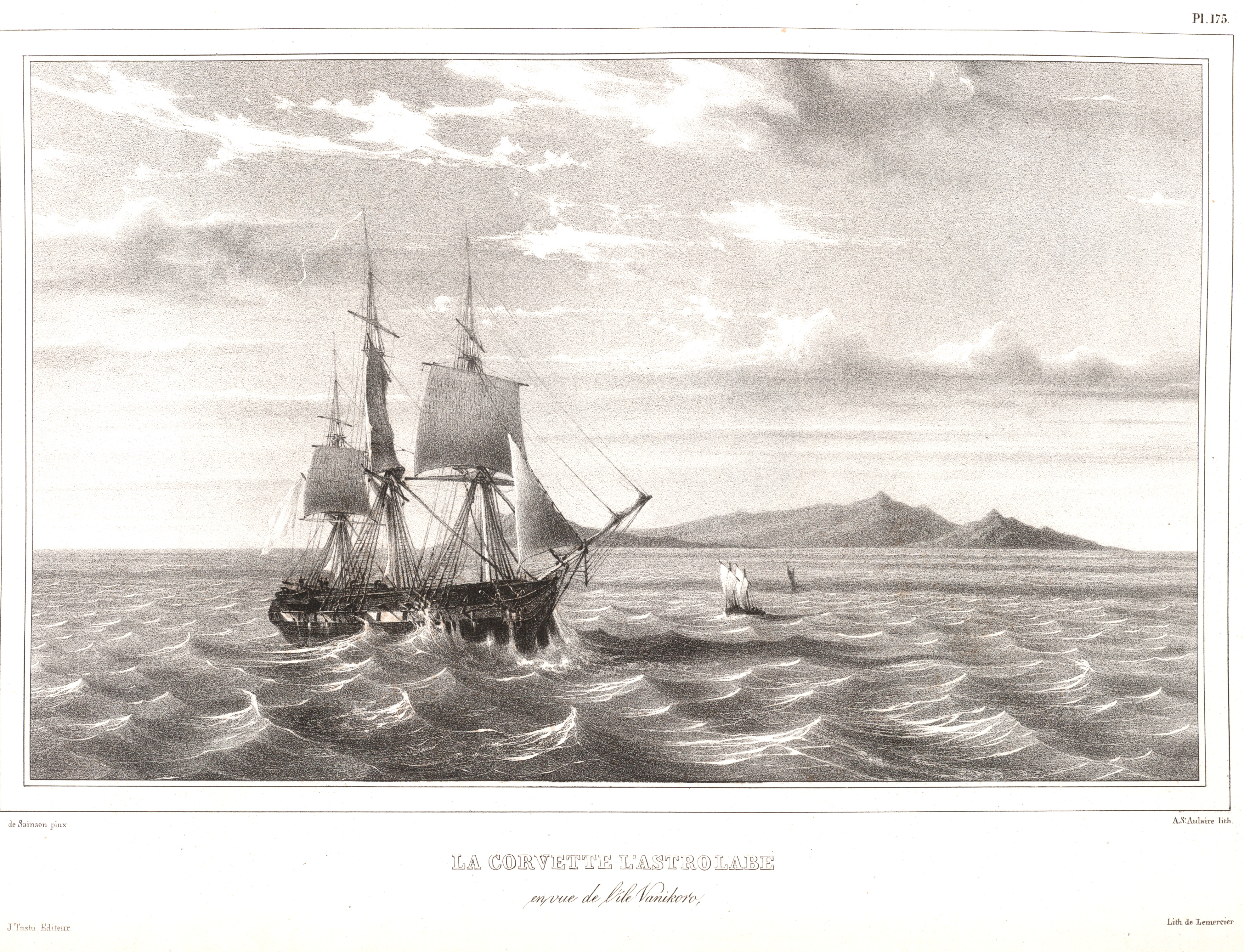
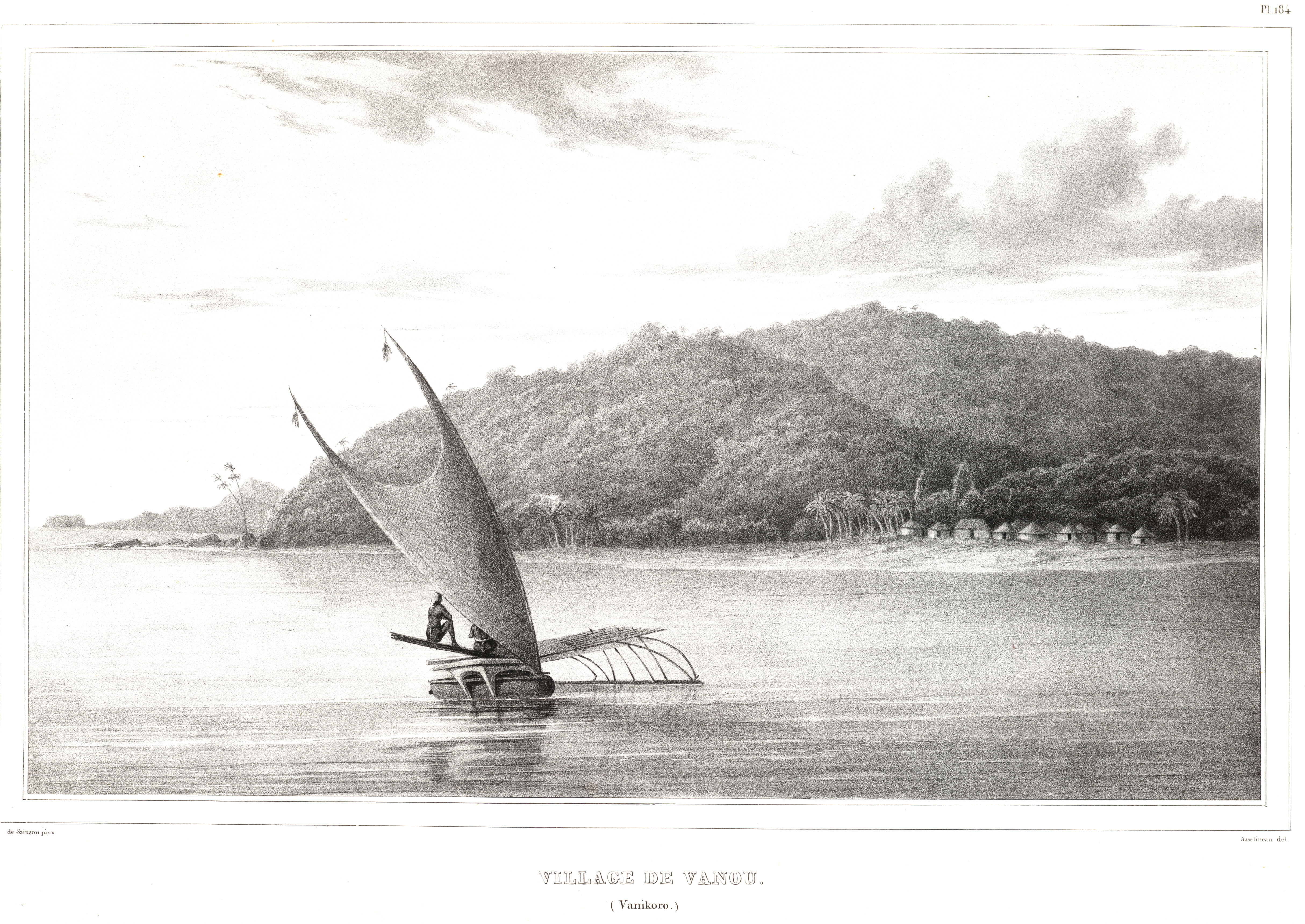
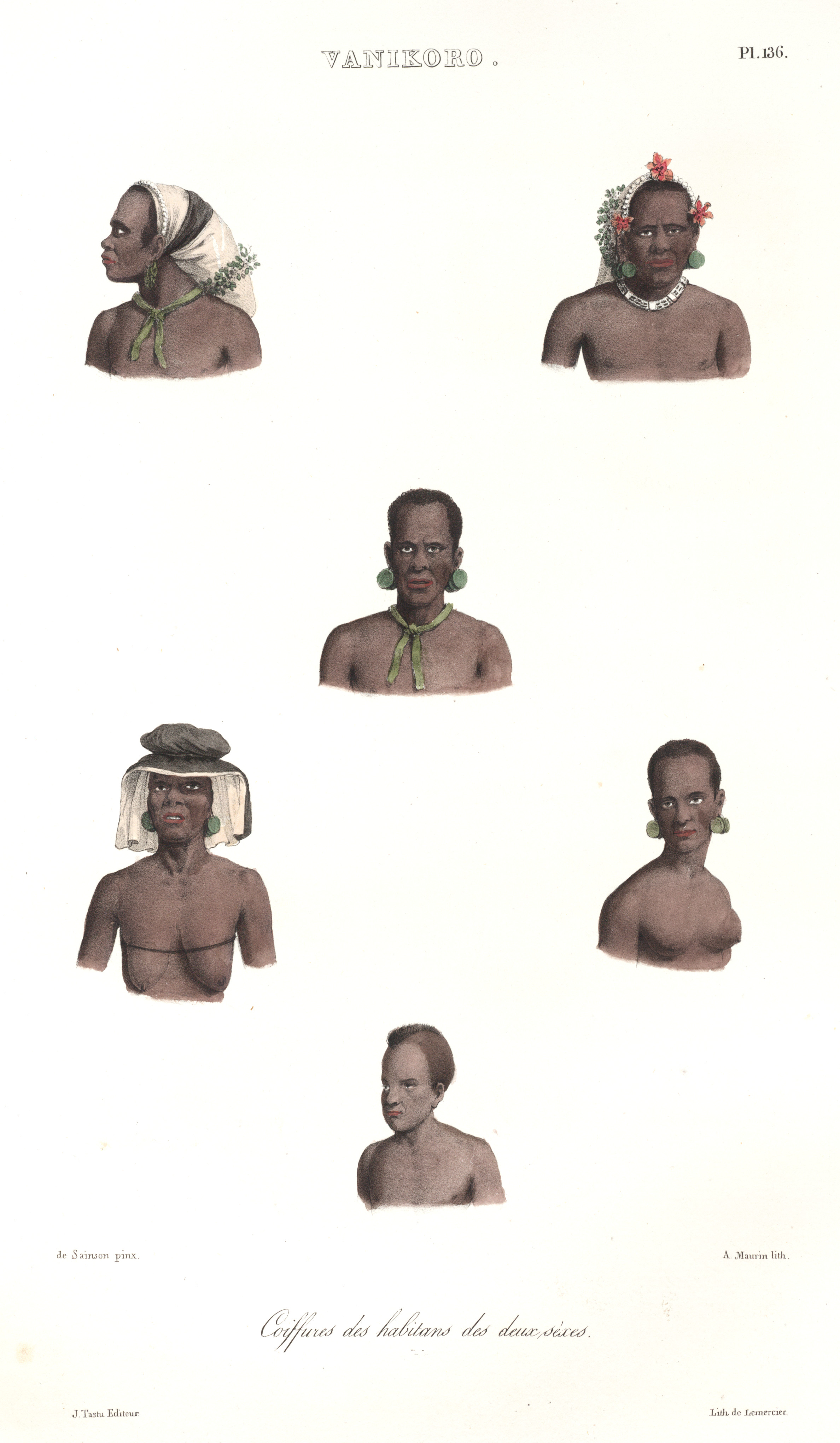

## Économie
Dans les années 1880, le kauri ainsi que des ressources halieutiques fournies par la barrière de corail, troques et bêches de mer, ont fait l'objet d'une exploitation par des planteurs français.

### LaKauri Timber Company
Cette entreprise basée en Nouvelle-Zélande a exploité pendant plusieurs années le bois de kauri du Pacifique et d'autres essences d'arbres locaux, de 1923 à 1964, en faisant venir de la main d’œuvre extérieure et en installant une voie ferrée de dégagement. Après les dégâts occasionnés par le cyclone de 1935, l'entreprise connait de grosses difficultés à partir de 1941 et doit évacuer son personnel européen en 1942 par prudence pendant la seconde guerre mondiale. Les activités d'abattage reprennent en 1949, mais laborieusement, et l'entreprise ferme le site en 1964.
L'entreprise et le bureau du district s'installent au début dans la baie de Saboe dont l'environnement insalubre provoque une hécatombe dans le personnel de bûcherons néo-zélandais : les températures diurnes de 32 °C et nocturnes de 22 °C et la pluviométrie (6 350 mm/an) créent des conditions de travail éprouvantes ainsi que des épidémies de malaria, de dysenterie et de béribéri. En 1934 et en 1936 les ouvriers se mettent en grève et attribuent ces maladies à des actes de sorcellerie. La plupart des employés européens ne peuvent remplir leur contrat de deux ans et sont rapatriés sanitaires au bout de huit à neuf mois. Les bureaux et les installations sont déménagés le 24 décembre 1924 vers l'ouest, à Païou, qui bénéficie de ruisseaux aux eaux saines. Une quinzaine d'européens et une centaine de Mélanésiens travaillent de concert.
Après la seconde guerre mondiale, le système d'engagement à long terme donne la possibilité aux Mélanésiens de négocier leurs contrats et leurs conditions de travail. L'alimentation s'améliore et les antibiotiques permettent de lutter contre certaines maladies. Le taux de rotation important de la main d’œuvre coûte cher à l'entreprise ; à deux reprises des cyclones détruisent les installations fixes et le matériel importé n'est pas adapté à l'environnement local : poids des locomotives et des rails en l'absence de quai de débarquement. Les essais de papeterie sur place sont un échec et tout le bois doit partir à l'export. La production plafonne depuis 1926 et la dépression économique en Australie dans les années 1930 provoque une réduction des marges bénéficiaires et de l'emploi local à Vanikoro, qui passe à trois Européens pour 45 Mélanésiens ; en 1933 la diversification des bois exotiques permet la reprise des exportations et de recruter plus d'employés.
Mais c'est l'époque où l'administration locale réclame à l'entreprise un arriéré de dettes pour 7 744 arbres abattus entre novembre 1929 et décembre 1930 et une absence de politique de reforestation. En effet l'entreprise ne s'était pas contentée d'abattre les arbres pour l'exportation. La mangrove avait été détruite pour les aménagements, afin de dégager des espaces pour les routes, la voie ferrée, et autour de l'habitat pour protéger les installations des moustiques et des phlébotomes, mais aussi pour construire les habitations et comme bois de chauffage, au point qu'il fallait importer du pétrole et du diesel pour satisfaire les besoins énergétiques croissants.

### Économie actuelle
Vanikoro tire ses ressources actuelles de l'exportation du poisson, du bois d'œuvre et d'ornement (dont l'Araucaria), du coprah, de l'huile de palme, des fèves de cacao et des coquillages.
Récemment, des rencontres touristiques ont été organisées dans un des villages,.

## Santé
En 2008, des médecins français ont remarqué la présence dans l’île d'une dermatophytose appelée « tokelau », qui toucherait près de 60 %  de la population de Vanikoro. La terbinafine (Lamisil) se serait révélée un traitement efficace.